# 联合国安全理事会第30号决议
联合国安理会30号决议是于1947年8月25日在联合国安全理事会第194次会议上通过的。该决议是关于印度尼西亚问题的，以7票赞成，4票弃权通过。
决议赞赏冲突双方荷兰和印度尼西亚尊重联合国安理会27号决议，均声称已经停火的行为。并决定应两国政府要求，请安理会成员国驻巴达维亚的外交人员会同拟就当地局势报告，以供安理会讨论时参考。